# Lev Lipatov
Lev Nikoláyevich Lipátov (en ruso: Лев Николаевич Липатов; 2 de mayo de 1940, en Leningrado – 4 de septiembre de 2017, en Dubná)  fue un físico ruso, muy conocido por sus contribuciones a la física nuclear y la física de partículas. Ha sido jefe de la División de Física Teórica  en el Instituto de Física Nuclear de la Academia de Ciencias de Rusia en Gátchina de San Petersburgo y académico de la Academia de Ciencias de Rusia. 
Durante un largo período trabajó con Vladímir Gribov, sentando las bases para una descripción de la teoría de campo de la dispersión y aniquilación inelástica profunda (ecuaciones de evolución de Gribov-Lipatov, más tarde conocidas como DGLAP, 1972). Escribió artículos importantes sobre la singularidad de Pomeranchuk en Cromodinámica cuántica (1977), lo que resultó en la derivación de la ecuación de evolución BFKL (Balitski- Fadin - Kuráyev -Lipátov), contribuyó al estudio de fenómenos críticos (aproximación semiclásica de Lipátov), la teoría de túneles y Contribución de renormalon a acoplamientos efectivos. Descubrió la conexión entre la dispersión de alta energía y los modelos exactamente solucionables (1994).

## Premios
- Premio Física de Partículas y Altas Energías (2015) [3]
- Premio Pomeranchuk (2001)